# Taxa de ocupação
A taxa de ocupação é normalmente definida como a porcentagem máxima de construção em projeção horizontal permitida em um lote ou gleba, constituindo-se de um instrumento de controle do crescimento urbano tradicionalmente encontrado na maior parte das leis de zoneamento e de edificações em todo o mundo. Traduz-se em um limite de ocupação dos terrenos de uma determinada zona da cidade e em conjunto com outro instrumento de controle urbanístico - o coeficiente de aproveitamento do solo - pode vir a indicar a configuração que o tecido urbano próprio daquela zona virá a assumir ao longo de seu desenvolvimento.
A taxa de ocupação é válida somente para o plano horizontal do lote em questão, não importando, portanto, a altura da construção ou seu número de pavimentos - os quais são controlados por outros instrumentos, como o já citado coeficiente de aproveitamento ou a limitação de gabarito. Os pavimentos superiores somente serão contabilizados na taxa de ocupação caso superem em área o pavimento inferior ou possuam elementos que ultrapassem os limites do pavimento inferior.